# Komunální volby 1931 (Československo)
Komunální volby 1931 byly volby do zastupitelstev obcí konané v roce 1931 v prvorepublikovém Československu.
Volby probíhaly v době, kdy vládla druhá vláda Františka Udržala, takzvaná široká koalice sdružující pravicové, středové i levicové politické strany české i německé. Vláda termín voleb odsouvala v naději, že odezní velká hospodářská krize, což se ale nestalo a ekonomický propad v Československu se místo toho nadále prohluboval. Volby se konaly v 2. polovině roku 1931 a  počátkem roku 1932, neprobíhaly tedy najednou. Jejich celkové výsledky nebyly publikovány s odvoláním na to, že jde o místní otázku. Podle neoficiálních výsledků mírně oslabily nekomunistické socialistické strany (Komunistická strana Československa totiž procházela stabilizací poté, co ji převzal Klement Gottwald). Celkově se ale nenaplnila očekávání, že ekonomická krize bude znamenat posílení levice.  Výrazně ovšem v českém pohraničí posílila nacionalistická Německá národně socialistická strana dělnická, která v parlamentních volbách v roce 1929 obdržela 204 000 hlasů a nyní více než 300 000. Objevily se dokonce spekulace, že mezi německými voliči se stala nejsilnější formací a předstihla i Německou sociálně demokratickou stranu dělnickou v ČSR.
Na celostátní politiku neměly volby výraznějšího dopadu. Vláda Františka Udržala zůstala u moci až do konce roku 1932 a i pak pokračovala praxe širokých česko-německých koalic.